# Magyar nyelvész pályaképek és önvallomások
A Magyar nyelvész pályaképek és önvallomások (korábbi címén: A hetvenes évek magyar nyelvészei. Pályaképek és önvallomások) 1999-től 2009-ig megjelent sorozat volt (ISSN 1419-4481), amely nyelvészeket mutatott be. A sorozatot Bolla Kálmán szerkesztette, és az ELTE Fonetikai Tanszéke, majd 2004-től a Zsigmond Király Főiskola adta közre. A sorozat tagjai nem számsorrendben jelentek meg.   A füzetek anyagát gyűjteményes kötetként is kiadták.

## A bemutatott személyek
1. Balázs János
2. Balogh Dezső
3. Balogh Lajos
4. Bárczi Géza
5. Bartók János(wd)
6. Benkő Loránd
7. Bereczki Gábor
8. Czeglédy Károly
9. Deme László
10. Dezső László(wd)
11. Domokos Pál Péter
12. Domokos Péter
13. Elekfi László
14. Erdődi József(wd)
15. Fábián Pál
16. Fogarasi Miklós(wd)
17. Gregor Ferenc(wd)
18. Grétsy László
19. Hadrovics László
20. Hajdú Mihály
21. Hajdú Péter
22. Hegedűs József(wd)
23. Herman József
24. Imre Samu
25. Juhász József(wd)
26. Kálmán Béla
27. Károly Sándor(wd)
28. Keresztury Dezső
29. Kiefer Ferenc
30. Kiss Lajos
31. Kovalovszky Miklós
32. Lakó György
33. Lőrincze Lajos
34. B. Lőrinczy Éva(wd)
35. Mollay Károly
36. Molnár József(wd)
37. Nyíri Antal
38. Papp Ferenc
39. Papp László(wd)
40. Rácz Endre(wd)
41. J. Soltész Katalin(wd)
42. Szabó Dénes
43. Szabó T. Attila
44. Szathmári István
45. Szende Aladár(wd)
46. Tamás Lajos
47. Telegdi Zsigmond
48. Tompa József(wd)
49. Végh József(wd)
50. Vértes O. András(wd)
51. Zsilka János
52. Péter Mihály
53. Bańczerowski Janusz(wd)
54. Nyomárkay István
55. Gadányi Károly
56. Pusztay János
57. Subosits István(wd)
58. H. Tóth Imre
59. Békési Imre
60. Éder Zoltán(wd)
61. Büky László
62. Rédei Károly
63. Szépe György(wd)
64. Szabó József(wd)
65. Róna-Tas András
66. Szende Tamás[2] / Keresztes László(wd)[3] (két külön kötet azonos sorszámmal)
67. Adamik Tamás
68. Bencédy József(wd)
69. Wacha Imre
70. Bolla Kálmán
71. Büky Béla(wd)
72. Balázs Géza
73. Bencze Lóránt(wd)
74. Kemény Gábor
75. Zimányi Árpád(wd)
76. Havas Ferenc(wd)
77. Földi Éva(wd)
78. Cs. Jónás Erzsébet
79. Klaudy Kinga
80. Lendvai Endre(wd)
81. É. Kiss Katalin
82. Prószéky Gábor
83. Kakuk Zsuzsa(wd)
84. Nyirkos István
85. Hidasi Judit
86. Keszler Borbála
87. Zoltán András
88. Bakró-Nagy Marianne
89. Péntek János
90. Gulya János